# УДАПБ
Уніау Дешпортіва Аеропорту Пісау і Белу Монте або просто УДАПБ (порт. União Desportiva Aeroporto, Picão e Belo Monte) — аматорський футбольний клуб з району Порту Реал на острові Принсіпі, в Сан-Томе і Принсіпі.

## Історія
Клуб не вигравав жодних трофеїв в своїй історії , до завершення сезону 2006/07 року, коли клуб виграв острівний чемпіонат. 12 травня 2007 УДАПБ грав на стадіоні «Ештадіу Насьйонал 12 ді Жулью» фінальний поєдинок проти Спортінг з Праї-Круж, в якому УДАПБ переміг з рахунком 2:4.

## Досягнення
- Чемпіонат острова Принсіпі: 1 перемога

2007